# Nybro (Herning Kommune)
 For alternative betydninger, se Nybro. (Se også artikler, som begynder med Nybro)
Nybro ligger i Midtjylland og er en bro og en lille bebyggelse i Ørre Sogn, ca. 5 kilometer sydøst for Aulum og 15 nord for Herning. Nybro ligger i Region Midtjylland og hører til Herning Kommune.
Bebyggelsen og broen er beliggende ved et gammelt vadested og den gamle vandmølle Nybro Mølle, hvor Sunds Nørreå løber ud i Storåen. 5 vandløb mødes i området omkring Nybro, hvilket fra gammel tid har har gjort stedet centralt for passage mellem det vestlige- og østlige Jylland. Der er et stort dambrug ved Sunds Nørreå, men der er planer om at nedlægge det af natur og forureningshensyn.
|  | Denne artikel om lokaliteten Nybro (Herning Kommune) kan blive bedre, hvis der indsættes et (bedre) billede. Du kan hjælpe ved at afsøge Wikimedia Commons for et passende billede eller lægge et op på Wikimedia Commons med en af de tilladte licenser og indsætte det i artiklen. |

56°14′49.49″N 8°52′51.97″Ø / 56.2470806°N 8.8811028°Ø